# Liste der Mitglieder der American Academy of Arts and Sciences/1800
Im Jahr 1800 wählte die American Academy of Arts and Sciences drei Personen zu ihren Mitgliedern.

## Neugewählte Mitglieder
- Benjamin DeWitt (1774–1819)
- Samuel Dexter (1761–1816)
- William Falconer (1744–1824)